# Doña Francisca
Doña Francisca Subdivision (Tagalog: Subdibisyon ng Doña Francisca; Spanska: Las Casas de la Doña Francisca) är en barangay i staden Balanga, Filippinerna. Staden ligger på ön Luzon och tillhör provinsen Bataan.